# Malé centrum
Malé centrum je šachový pojem souhrnně označující pole e4, e5, d4 a d5. Často se zaměňuje[zdroj?] se samotným centrem. Všechna pole malého centra obsahuje i velké centrum, což jsou všechna pole malého centra a  pole k nim přiléhající.